# Plebiscito nacional do Chile de 2020
O plebiscito nacional do Chile de 2020 foi uma consulta popular originalmente para ocorrer em abril de 2020, porém adiado para 25 de outubro de 2020 por causa da pandemia de COVID-19.

## Antecedentes
O referendo foi uma resposta aos protestos no Chile em 2019 e consultou os chilenos sobre se eles queriam uma nova Constituição e se queriam que ela fosse redigida por uma Convenção Constituinte (composta por membros eleitos diretamente para esta convenção) ou por uma Convenção Constituinte Mista (composta pela metade dos membros da atual legislatura do parlamento e por cidadãos comuns). Uma segunda votação, prevista para outubro de 2020 juntamente com as eleições municipais e regionais, elegeria os membros da Convenção Constituinte. A seguir uma terceira votação aceitaria ou rejeitaria a nova constituição após a redação do projeto, provavelmente em 2022.

## Adiamento
Com o eclodir da pandemia de COVID-19 no Chile, no dia 24 de março de 2020, a Câmara dos Deputados concordou em alterar a data do plesbicito de 26 de abril para 25 de outubro e, a consequente Eleição para Convenção Constitucional Chilena passar de 25 de outubro para a 11 de abril de 2021 (a seguir alterada para 15-16 de maio de 2021). O povo chileno aprovou com esmagadora maioria a necessidade de criar uma nova Constituição, a cargo de uma Assembleia constituinte elita para esse propósito.

## Posições Partidárias

### Partidos apoiantes da Aprovação (Apruebo)
| Coligação/Partido         | Coligação/Partido                             | Coligação/Partido                       | Ideologia                | Espectro        |
| ------------------------- | --------------------------------------------- | --------------------------------------- | ------------------------ | --------------- |
|                           |                                               | União Democrática Independente (fações) | Conservadorismo          | Direita         |
|                           | Renovação Nacional (fações)                   | Conservadorismo liberal                 | Centro-direita/Direita   |                 |
|                           | Evolução Política (fações)                    | Liberalismo clássico                    | Centro-direita           |                 |
|                           | Partido Regionalista Independente Democrático | Regionalismo                            | Centro/Centro-direita    |                 |
| Chile Vamos               | Chile Vamos                                   | Conservadorismo                         | Centro-direita/Direita   |                 |
|                           |                                               | Partido pela Democracia                 | Social-democracia        | Centro-esquerda |
|                           | Partido Socialista                            | Social-democracia                       | Centro-esquerda          |                 |
|                           | Partido Radical Social Democrata              | Radicalismo                             | Centro/Centro-esquerda   |                 |
| Convergência Progressista | Convergência Progressista                     | Social-democracia                       | Centro-esquerda          |                 |
|                           |                                               | Comunas                                 | Socialismo do século XXI | Esquerda        |
|                           | Convergência Social                           | Socialismo                              | Esquerda                 |                 |
|                           | Partido Liberal                               | Liberalismo social                      | Centro-esquerda          |                 |
|                           | Revolução Democrática                         | Socialismo democrático                  | Centro-esquerda/Esquerda |                 |
|                           | Força Comum                                   | Progressismo                            | Esquerda                 |                 |
|                           | Movimento Unir                                | Progressismo                            | Esquerda                 |                 |
| Frente Ampla              | Frente Ampla                                  | Progressismo                            | Esquerda                 |                 |
|                           |                                               | Partido Comunista                       | Comunismo                | Esquerda        |
|                           | Federação Regionalista Verde Social           | Ecossocialismo                          | Centro-esquerda/Esquerda |                 |
|                           | Partido Progressista                          | Progressismo                            | Esquerda                 |                 |
| Unidade pela Mudança      | Unidade pela Mudança                          | Socialismo                              | Esquerda                 |                 |
|                           | Cidadãos                                      | Cidadãos                                | Liberalismo              | Centro          |
|                           | Partido Democrata Cristão                     | Partido Democrata Cristão               | Democracia cristã        | Centro          |
|                           | Partido Ecologista Verde                      | Partido Ecologista Verde                | Ecologismo               | Centro-esquerda |
|                           | Partido Humanista                             | Partido Humanista                       | Humanismo                | Esquerda        |
|                           | Partido Pirata                                | Partido Pirata                          | Políticas pirata         | Sincretismo     |

### Partidos apoiantes da Rejeição (Rechazo)
| Coligação/Partido | Coligação/Partido           | Coligação/Partido                       | Ideologia              | Espectro        |
| ----------------- | --------------------------- | --------------------------------------- | ---------------------- | --------------- |
|                   |                             | União Democrática Independente (fações) | Conservadorismo        | Direita         |
|                   | Renovação Nacional (fações) | Conservadorismo liberal                 | Centro-direita/Direita |                 |
|                   | Evolução Política (fações)  | Liberalismo clássico                    | Centro-direita         |                 |
| Chile Vamos       | Chile Vamos                 | Conservadorismo                         | Centro-direita/Direita |                 |
|                   | Novo Tempo                  | Novo Tempo                              | Conservadorismo social | Direita         |
|                   | Partido Republicano         | Partido Republicano                     | Nacionalismo           | Extrema-direita |

## Resultados

### Primeira Pergunta: "Quer uma nova Constituição?"
| Opção                   | Opção                   | Votos      | %               |
| ----------------------- | ----------------------- | ---------- | --------------- |
|                         | Sim (Apruebo)           | 5 899 683  | 78,31 / 100,00  |
|                         | Não (Rechazo)           | 1 634 506  | 21,69 / 100,00  |
| Votos Inválidos         | Votos Inválidos         | 39 725     | 0,52 / 100,00   |
| Total                   | Total                   | 7 573 914  | 100,00 / 100,00 |
| Eleitorado/Participação | Eleitorado/Participação | 14 855 719 | 50,98 / 100,00  |
| Fonte                   | Fonte                   | [ 8 ]      | [ 8 ]           |

### Segunda Pergunta: "Que tipo de órgão deveria redigir a nova Constituição?"
| Opção                   | Opção                          | Votos      | %               |
| ----------------------- | ------------------------------ | ---------- | --------------- |
|                         | Convenção Constitucional Mista | 1 492 260  | 20,82 / 100,00  |
|                         | Convenção Constitucional       | 5 673 793  | 79,18 / 100,00  |
| Votos Inválidos         | Votos Inválidos                | 407 071    | 5,38 / 100,00   |
| Total                   | Total                          | 7 573 124  | 100,00 / 100,00 |
| Eleitorado/Participação | Eleitorado/Participação        | 14 855 719 | 50,98 / 100,00  |
| Fonte                   | Fonte                          | [ 8 ]      | [ 8 ]           |